# Paul Löbe

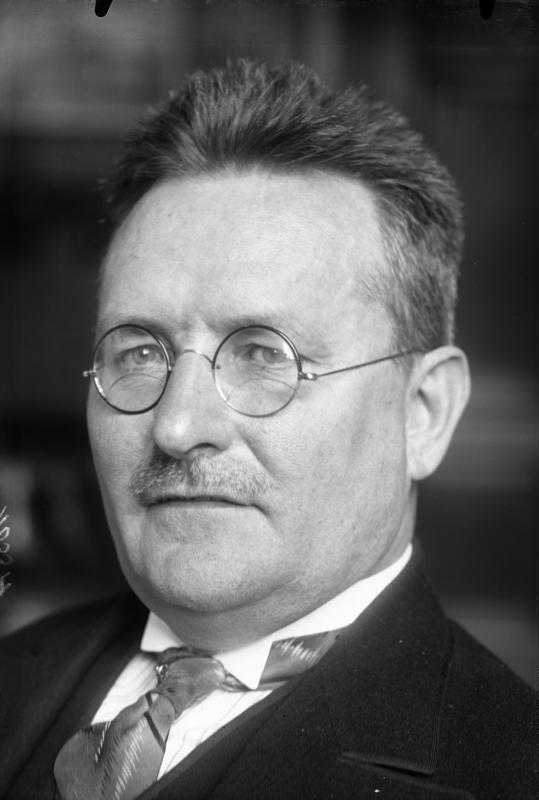
Paul Löbe in 1924

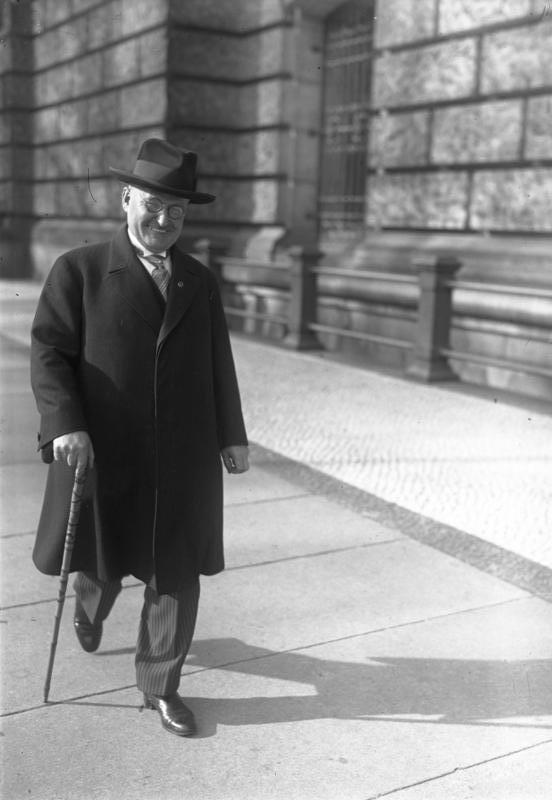
Paul Löbe in 1930 te Berlijn

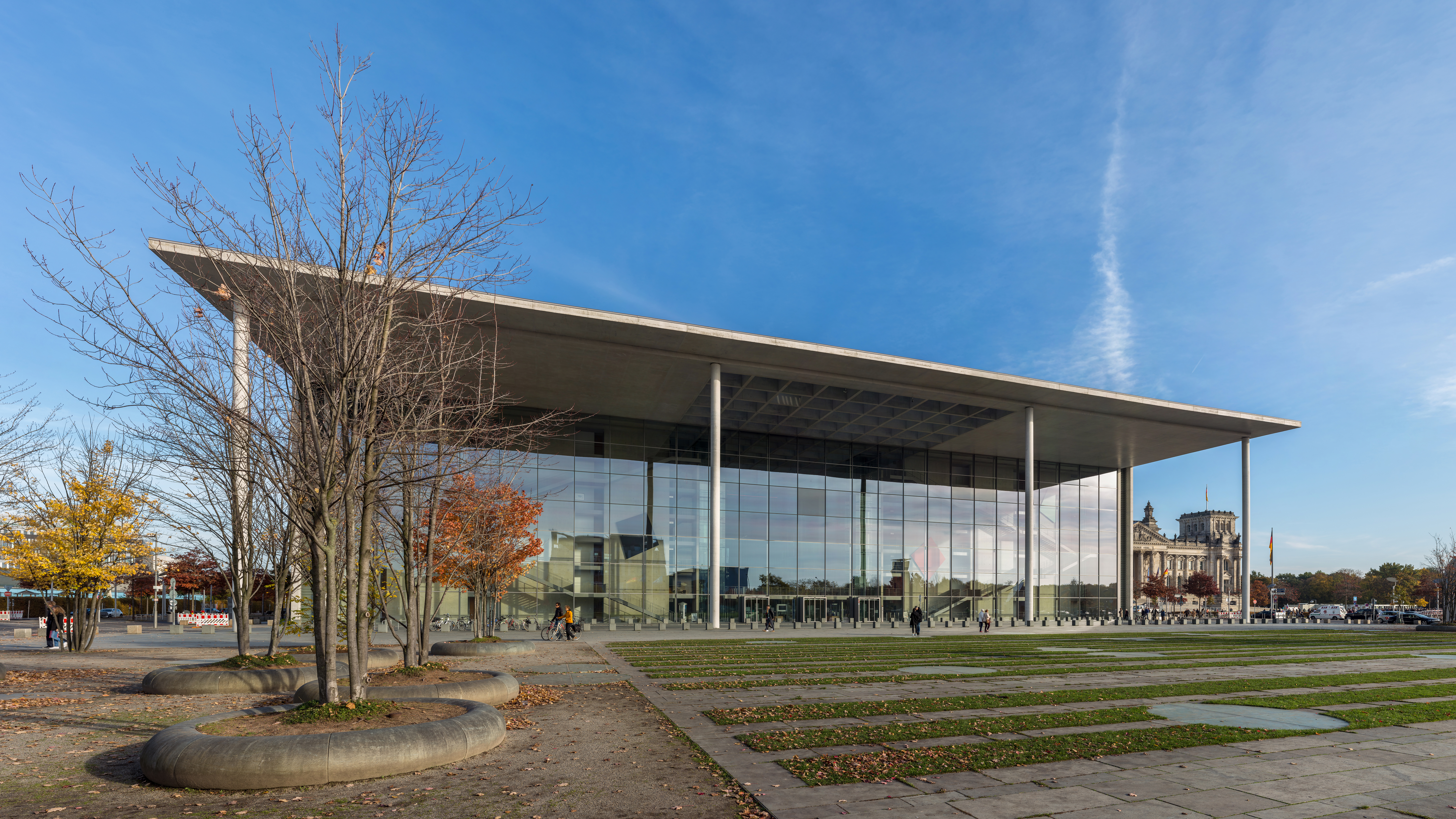
Het Paul-Löbe-Haus

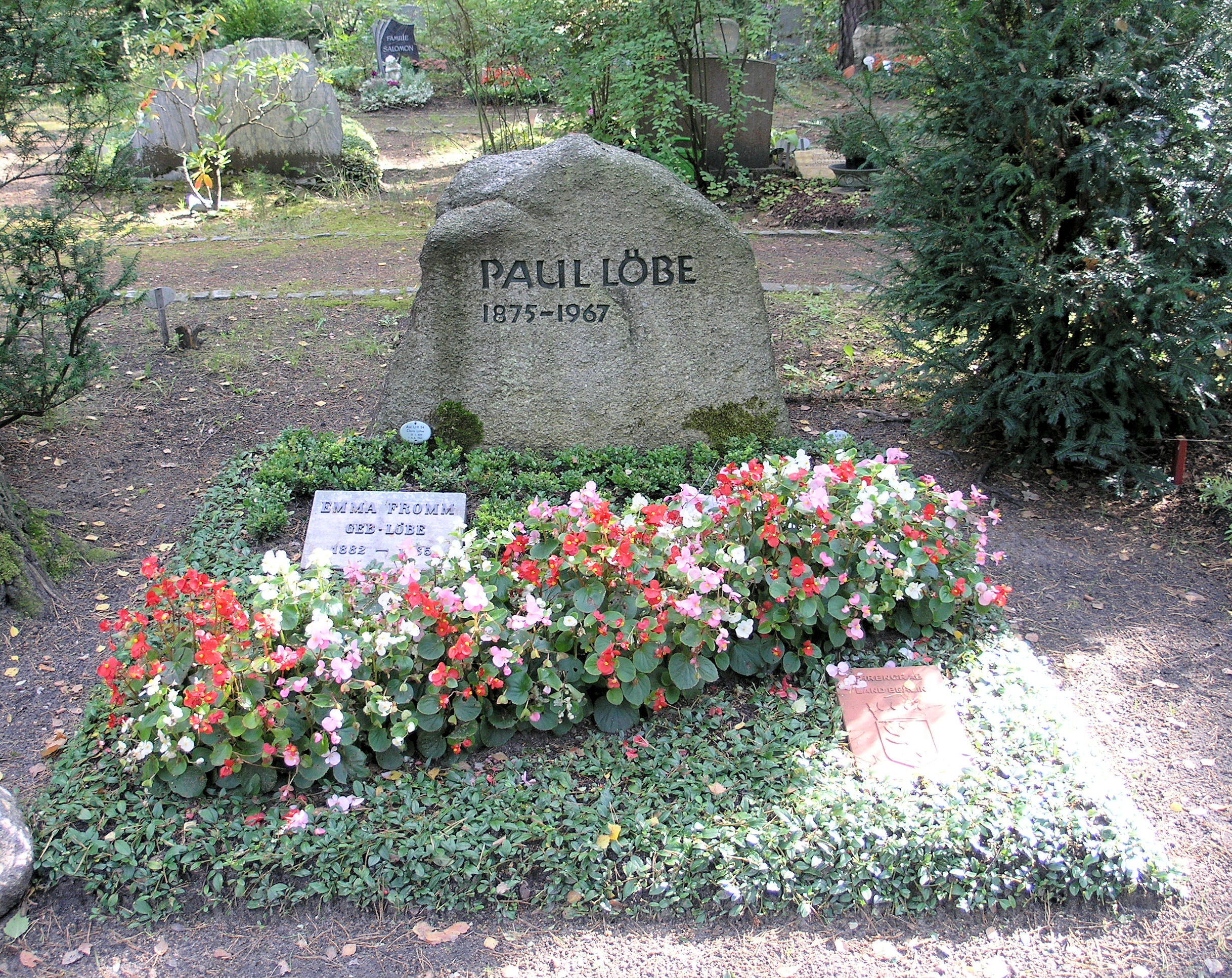
Graf in Berlin-Nikolassee

Paul Gustav Emil Löbe (Liegnitz, 14 december 1875 - Bonn, 3 augustus 1967) was een Duits sociaaldemocratisch politicus en president van de Rijksdag van de Weimarrepubliek Duitsland.

## Leven
Löbe was de zoon van Heinrich Löbe en Pauline Leuschner. Hij begon als krantenjongen. In de jaren 1890 werkte hij te Breslau in een drukkerij. Tussen 1899 en 1920 werd hij hoofdredacteur van de Breslauer Volkswacht. Hij belandde meermaals in de gevangenis, onder meer wegens een oproep tot betoging tegen het Dreiklassenwahlrecht. In 1901 trouwde hij met Clara Schaller en ze kregen één zoon. Hij werd tijdens de Eerste Wereldoorlog afgekeurd voor de legerdienst vanwege een longziekte.
Van 1904 tot 1919 was hij gemeenteraadslid van Breslau.
Löbe was sinds 1895 lid van de SPD. Hij stichtte in 1898 de plaatselijke afdeling te Ilmenau. In 1899 werd hij voorzitter van de SPD in Mittelschlesien.
Van 1915 tot 1920 was hij lid van de Pruisische Provinziallandtag van de provincie Silezië.

## Weimarrepubliek
In 1919/20 streefde hij naar een akkoord met de gematigde vleugel van de Unabhängige Sozialdemokratische Partei Deutschlands, die in 1922 weer bij de SPD aansloot.
Het bestuur van de SPD droeg hem na de dood van Friedrich Ebert in 1925 voor als kandidaat voorzitter van de Rijksdag. Löbe weigerde, omdat hij liever in het parlement zetelde.
Rond 1924 streefde Löbe met politici als Aristide Briand, Edvard Beneš, Ignaz Seipel en Konrad Adenauer naar een Paneuropa-Union. Löbe was voorzitter van de Paneuropa-Union Deutschland.
Namens de SPD sprak hij zich uit voor een akkoord met Polen. Hij reisde in 1927 naar Warschau en Łódź, maar klaagde nadien dat de Poolse politici niet bereid waren tot een compromis.
In juni 1919 werd hij ondervoorzitter van de Nationale Vergadering van Weimar.
Van 1920 tot 1933 werd hij lid van de Rijksdag van de Weimarrepubliek.
Van 1920 tot 1924 en van 1925 tot 1932 werd hij voorzitter van de Rijksdag en van 1932 tot 1933 ondervoorzitter.
In 1921 werd hij lid van de Preußischer Staatsrat.

## Nazitijd
De Nationaalsocialisten zetten Löbe in 1933 een half jaar gevangen. Tot begin juli 1933 zat hij te Berlijn in de Spandaugevangenis, dan tot midden augustus in concentratiekamp KZ Breslau-Dürrgoy waar hij mishandeld werd, dan tot eind december in de gevangenis Berlijn-Alexanderplatz.
Na zijn vrijlating werkte hij voor de wetenschappelijke uitgeverij Walter de Gruyter.
Hoewel Löbe oppositie voerde tegen het naziregime, liet Hitler hem als vroeger voorzitter van de Rijksdag tot 1945 een rente van 600 Reichsmark uitbetalen.
Vanwege zijn contact met Carl Friedrich Goerdeler werd hij op 23 augustus 1944 na het Complot van 20 juli 1944 opnieuw gearresteerd. Als de aanslag op Hitler gelukt was, dan zou Löbe voorzitter van de Rijksdag geworden zijn. De Gestapo wist dat niet en zo ontsnapte Löbe aan de doodstraf en zat hij enkel kort in de gevangenis te Breslau en dan in het concentratiekamp Groß-Rosen waaruit hij in de lente van 1945 vrijgelaten werd.

## Na de Tweede Wereldoorlog
Bij het einde van de Tweede Wereldoorlog leefde hij in het Graafschap Glatz in de provincie Neder-Silezië. Toen dit gebied volgens de bepalingen van de Conferentie van Potsdam aan Polen werd toegewezen, werden de Duitse bewoners verdreven in de zomer van 1945. Löbe trok naar de Amerikaanse sector van Berlijn.
In 1945 werd hij redacteur van dagblad Das Volk, dan van de Telegraf in de Britse sector van Berlijn. Van 1949 tot 1951 was Löbe stichtend voorzitter van de Duitse Raad van de Europäische Bewegung Deutschland.
In 1954 werd hij voorzitter van het Kuratorium unteilbares Deutschland tot zijn dood.
Na de Tweede Wereldoorlog bouwde hij de SPD weer op. Hij weerde zich tegen de gedwongen samensmelting van de SPD met de kommunistische partij Duitsland in de SED in de sovjetsector. Hij verliet het bestuur van de SPD in Oost-Berlijn en ging bij de SPD in West-Berlijn.
Löbe was in 1948/1949 lid van de Parlamentarischer Rat en plaatsvervangend voorzitter van de SPD-fractie.
Bij de Duitse Bondsdagverkiezingen 1949 tot 1953 was hij ook lid van de Duitse Bondsdag waarbij de afgevaardigden uit Berlijn wegens bezwaren van de geallieerden niet door het volk gekozen werden maar door het Abgeordnetenhaus von Berlin.

## Begrafenis
Paul Löbe kreeg op 9 augustus 1967 te West-Berlijn een staatsbegrafenis. De rouwplechtigheid vond plaats in Rathaus Schöneberg.
Hij kreeg van de Berlijnse senaat een eregraf op het Waldfriedhof Zehlendorf.

## Eerbetuigingen
Löbe ontving in 1951 het grootkruis van verdienste voor de Duitse Bondsrepubliek.
Op 14 december 1955 werd hij ereburger van Berlijn.
Hij was erelid van de Freie Universität Berlin.
Hij droeg de eremedaille van de Bondsrepubliek voor ontheemden.
In 1960 verleende de senaat van Berlijn de Ernst-Reuter-Plakette.
Het Paul-Löbe-Haus van de Duitse Bundestag is naar hem genoemd.
De Paul-Löbe-Schule, een middelbare school te Berlin-Reinickendorf is naar hem genoemd.
In meerdere steden en gemeenten zijn straten naar hem genoemd.

## Publicaties[3]
- Erinnerungen eines Reichstagspräsidenten (Herinneringen van een Rijkspresident) Berlijn 1949 (De bewerkte en uitgebreide 2e uitgave in 1954 tot 5e uitgave in 2002 verscheen onder de titel Der Weg war lang. Lebenserinnerungen (De weg was lang, levensherinneringen).
- Gegenwartsfragen des Parlamentarismus in Für und Wider. Lebensfragen deutscher Politik. Offenbach am Main 1952, p. 39–48.
- Aus dem Parlamentarischen Leben. in: Hessische Hochschulwochen für Staatswissenschaftliche Fortbildung. Boek 3, 1953, p. 312–318.
- Reichstag und Bundestag. Herontdekte voordracht door Paul Löbe uit 1951, uitgegeven door Michael F. Feldkamp die ook het woord vooraf schreef in Zeitschrift für Parlamentsfragen Boek 38, 2007, p. 376–400.

- Bibsys: 14059584
- Bibliothèque nationale de France: cb17100355d (data)
- Gemeinsame Normdatei: 118728725
- International Standard Name Identifier: 0000 0000 5533 1318
- Library of Congress Control Number: n86027919
- National Archives and Records Administration: 23883100
- Nationale Bibliotheek van Tsjechië: skuk0000808
- Nationale Bibliotheek van Israël: 987007280286405171
- Nationale Bibliotheek van Polen: a0000001723990
- Nederlandse Thesaurus van Auteursnamen: 129712930
- SNAC: w6kd3fvz
- Système universitaire de documentation: 102225176
- Virtual International Authority File: 8182585
- WorldCat: E39PBJjxxhqttfmgcPRqcxJCcP